# Шапиро, Исаак Ильич
Исаак Ильич Шапиро (ноябрь 1895, Борисов, Минская губерния — 5 февраля 1940 или 16 сентября 1942) — советский партийный и хозяйственный деятель, сотрудник органов государственной безопасности, старший майор.

## Биография
Родился в ноябре 1895 года в Борисове Минской губернии в семье служащего конторы. Еврей. После окончания 5 классов реального училища с 1912 года работал конторщиком. В 1915 году рядовой в армии (демобилизован по болезни), работал в транспортной конторе.
Член РКП(б) с сентября 1919 года.
С 1918 года в РККА — рядовой, политработник (помощник военного комиссара полка, заместитель военного комиссара 8-й стрелковой бригады МВО, военный комиссар 28-й и 23-й стрелковых бригад, помощник начальника войск внутренней службы Восточной Сибири по политчасти, военный комиссар 22-й стрелковой дивизии МВО, начальник организационно-инструкторского отдела политуправления Московского военного округа.
С 1922 года работал в Наркомате финансов РСФСР (заместитель начальника и начальник охраны, управляющий отделами госфондов, торговли и кооперации, помощник начальника Управления госдоходов Наркомата).
В 1923—1927 учился без отрыва от работы в Московском промышленно-экономическом институте.
С 1929 года — в Госплане РСФСР (заместитель председателя сектора).
С 1930 г. — в Наркомате РКИ СССР-ЦКК (старший инспектор, руководитель горно-топливной группы Наркомата).
С 1934 г. заместитель руководителя группы Комиссии советского контроля при СНК СССР, заведующий сектором топливной промышленности промышленного отдела ЦК ВКП(б), референт-докладчик секретаря ЦК ВКП(б) Н. И. Ежова, одновременно помощник Ежова в должности председателя Комитета партийного контроля при ЦК ВКП(б).
В органах НКВД с января 1937 года. С января по июль 1937 года — заместитель начальника Секретариата НКВД СССР. С июля 1937 по март 1938 г. — начальник 9-го (специального) отдела ГУГБ НКВД СССР. Одновременно с августа 1937 по октябрь 1938 г. — начальник Секретариата НКВД СССР. С марта по ноябрь 1938 г. — начальник 1-го спецотдела (отдела оперативного учёта, регистрации и статистики) НКВД СССР (заместитель — С. Я. Зубкин), одновременно ответственный секретарь Особого совещания при наркоме внутренних дел СССР.
С марта по ноябрь 1938 именно за подписью Шапиро отправлялись на утверждение в ЦК ВКП(б) сводные списки лиц, подлежащих суду Военной Коллегии Верховного Суда, а также оформлялись постановления Особого совещания при наркоме внутренних дел СССР.
Являлся одним из ближайших доверенных сотрудников организатора «большого террора» Н. И. Ежова.
Депутат Верховного Совета РСФСР 1 созыва (избран 12 декабря 1937 года).
Арестован 13 ноября 1938 года. В ходе следствия дал показания против Н. И. Ежова и его окружения как заговорщиков. 4 февраля 1940 Военной Коллегией Верховного Суда СССР признан виновным по статьям 58-1а, 17, 58-8 и 58-11 УК РСФСР и приговорён к расстрелу. 5 февраля 1940 года расстрелян; по другим данным, отбывая наказание, умер 16 сентября 1942 года.
Определением Военной Коллегии Верховного Суда СССР от 28 ноября 1956 приговор отменён и дело прекращено за отсутствием состава преступления. Реабилитирован.

## Специальные звания
- майор государственной безопасности (14 марта 1937)
- старший майор государственной безопасности (5 ноября 1937).

## Награды
- Орден Красной Звезды (19 декабря 1937);
- Медаль «XX лет РККА» (22 февраля 1938);
- Знак «Почётный работник ВЧК—ГПУ (XV)» (9 мая 1938).